# Љиљана Павић
Љиљана Павић (Власотинце, 12. јун 1935) српска је филмска и телевизијска сценаристкиња, супруга је Синише Павића.

## Сценарија
| Година    | Назив                     |
| --------- | ------------------------- |
| 2019—2021 | Јунаци нашег доба         |
| 2006—2012 | Бела лађа                 |
| 2007      | Оно наше што некад бејаше |
| 2005—2006 | Стижу долари 2            |
| 2005      | Леле, бато                |
| 2004      | Te quiero, Радиша                  |
| 2004      | Стижу долари              |
| 2001      | Породично благо 2         |
| 2000      | А сад адио                |
| 2000      | Тајна породичног блага    |
| 1998      | Породично благо           |
| 1995      | Срећни људи 2             |
| 1993      | Срећни људи               |
| 1991      | Тесна кожа 4              |
| 1990—1991 | Бољи живот 2              |
| 1989      | Полтрон                   |
| 1989      | Бољи живот                |
| 1985      | Аудиција                  |
| 1988      | Тесна кожа 3              |
| 1984      | Чудо невиђено             |
| 1982      | Тесна кожа                |
| 1981      | Лаф у срцу                |